# Czepurka
Czepurka – wieś w Polsce położona w województwie śląskim, w powiecie częstochowskim, w gminie Janów.

## Historia
Pierwsza wzmianka o miejscowości pojawiła się w latach 1470-80. W XVIII w. Czepurka była wsią szlachecką, należącą do klucza Potok właścicielem, którego był Piotr Potocki. W tym czasie w Czepurce odnotowano dwór i folwark. W 1846 roku dobra potockie nabył Wincenty Krasiński, ojciec poety Zygmunta Krasińskiego. Później majątek przeszedł w ręce rodziny Raczyńskich. W końcu XIX w. wybudowano murowany dwór. W latach 30. XX wieku majątek Raczyńskich kupił Mieczysław Kurpiowski.
W latach 1975–1998 miejscowość administracyjnie należała do województwa częstochowskiego.

## Źródła
- Czepurka na stronie internetowej it-jura.pl informator turystyczny. it-jura.pl. [zarchiwizowane z tego adresu (2015-11-26)].